# Otto Taaks
Otto Christian Taaks (* 10. September 1849 in Norden; † 28. Februar 1924 in Hannover) war ein deutscher Bauingenieur und Architekt.

## Kindheit und Jugend
Otto Christian Taaks wurde 1849 in Norden (Friesland) geboren. Seine Eltern waren Ihno Hermann Cadovius Taaks, Obergerichtsanwalt in Aurich (1815–1863), und Elisabeth Charlotte Taaks geb. Fridag (1824–1898). Nach dem Tod des Vaters blieb die Mutter mit neun Kindern zurück. Sie zog nach Hannover; Otto Taaks blieb für einige Zeit in Leer, wo er das Gymnasium besuchte. Er arbeitete dann ein Jahr als Baueleve in Leer.

## Studium
Ab 1869 studierte er an der Berliner Bauakademie.
1870/1871 nahm er als Gardeschütze im Werderschen Korps am Deutsch-Französischen Krieg teil.
Von 1872 bis 1874 setzte er sein Studium an der Polytechnischen Schule Hannover fort. Er war unter anderem Schüler des Architektur-Professors Conrad Wilhelm Hase. 1875 legte er die Bauführer-Prüfung ab. Bis 1880 war er als Referendar in Frankfurt am Main und Wilhelmshaven tätig, dann als Assistent an der Technischen Hochschule Charlottenburg. 1881 legte er die Baumeister-Prüfung ab und wurde zum Regierungsbaumeister (Assessor in der öffentlichen Bauverwaltung) ernannt.
Im selben Jahr heiratete er Antonie Hagen, die Tochter eines Baurats. Er bekam vier Kinder, von denen jedoch drei früh starben. Mit seinem jüngsten Bruder, dem in Bremen tätigen Wasserbau-Ingenieur Georg Taaks, stand er zeitlebens in engem Kontakt.

## Tätigkeit als Zivilingenieur
1881 begann Otto Christian Taaks eine selbständige Tätigkeit als Zivilingenieur in Hannover. Er gründete ein Ingenieurbüro für die Planung und den Bau von Gebäuden und Industrieanlagen. 1889 wurde er nach jahrelanger Beurlaubung endgültig aus dem Staatsdienst entlassen. Als freiberuflicher Zivilingenieur arbeitete er bis 1923.
Er plante und leitete große Bauprojekte wie die Bauten der Pelikan-Werke (Neubau 1903–1906), der Döhrener Wollwäscherei und -kämmerei, der Ilseder Hütte, der Garvenswerke sowie Verkehrsbauten, Kanäle, Wasserversorgungs-, Entwässerungs- und Kläranlagen (unter anderem in Goslar und in Hannover), Talsperren, Flussregulierungen, Stauanlagen, Wasserkraftwerke, Eisenbahn-Trassierungen (Neben- und Werksbahnen) und Brückenbauten. Dabei wurden neue Bauverfahren entwickelt und eingesetzt.
1890/1891 bildete er sich zusammen mit seinem Bruder Georg an der Technischen Hochschule Hannover bei Professor Wilhelm Friedrich Kohlrausch in dem damals neuen Gebiet der Elektrotechnik weiter.
1912 verfasste er zusammen mit dem Berliner Zivilingenieur Alexander Herzberg die Studie „Der Rhein-Nordsee-Kanal“, in der der Bau einer Verbindung zwischen Rhein und Nordsee zwischen Wesel und Emden vorgeschlagen wurde.

## Mitarbeit in Verbänden und Gremien
Otto Taaks war in einer Reihe von Verbänden und Gremien führend tätig:
- im Verein Deutscher Ingenieure (VDI) ab 1883 (ab 1893 im Vorstand),
- 1886 als Vorsitzender des Hannoverschen Bezirksvereins des VDI, 1906–1919 Kurator im Vorstand, ab 1919 Ehrenmitglied,[4]
- im Verband Deutscher Architekten- und Ingenieurvereine (VDAI),
- ab 1904 als Mitglied im Ausschuss des Vorstands des Deutschen Museums,
- ab 1908 als Gründungs-Vorsitzender im Deutschen Ausschuß für Technisches Schulwesen (DATSCH)[5]

Er war Vorsitzender weiterer Gremien im Deutschen Dampfkesselausschuss, im Ausschuss für die Gebührenordnung der Architekten und Ingenieure und im Deutschen Ausschuss für Schiedsgerichtswesen.

## Ehrungen
- 1906: Ehrendoktorwürde (Dr.-Ing. E. h.) der Technischen Hochschule Hannover
- Verleihung der Ehrentitel Baurat (1906) und Geheimer Baurat (1918)
- 1920: Ehrenmitglied des VDI[6]
- 1926: Aufstellung einer von Clara Rilke-Westhoff geschaffenen Büste im Ingenieurhaus des VDI in Hannover[7]